# SBEM
Le gène SBEM (acronyme de l'appellation anglo-saxonne "small breast epithelial mucin") est localisé sur le chromosome 12, locus 12q13.2. Il couvre une région de 3.9 kilobases (kb) consistant en 4 exons et 3 introns. L'ARN messager correspondant, long d'environ 600-700 nucléotides, code une protéine de 90 acides aminés et d'un poids moléculaire estimé de 9039 (en)(en).

Le gène SBEM est préférentiellement exprimé dans les cellules épithéliales mammaires et surexprimé dans les cancers du sein (en).

La haute spécificité mammaire de l'expression de SBEM a amené à utiliser celle-ci pour détecter les cellules tumorales mammaires disséminées dans l'organisme (métastase)(en).